# Aloe abyssicola
Aloe abyssicola (укр. Алое абіссікола)  — сукулентна рослина роду алое.

## Етимологія
Видова назва означає «Те, що в безодні», від лат. abyssus — безодня, cola — житло.

## Місця зростання
Росте на Аравійському півострові в Південному Ємені. Ендемічна рослина Ємену.

## Умови зростання
Посухостійка рослина. Мінімальна температура — + 10 °C.

## Охоронні заходи
Цей вид занесений до Червоної книги зникаючих рослин Ємену.